# George Watson
George Watson (1891, data de morte desconhecida) foi um ciclista canadense que competia em provas de estrada. Ele representou o Canadá nos Jogos Olímpicos de Verão de 1912, em Estocolmo.